# کارول لندیس

"کارول لندیس" یک هنرپیشه و بازیگر سینما اهل ایالات متحده آمریکا بود.
او یکم ژانویه سال 1919 در آمریکا متولد شد، دوران کودکی او با فقر همراه بود، در سن 15 سالگی ازدواج کرد که تنها پس از چند ماه به دلیل رابطه با فردی جدید، از همسر خود طلاق گرفت، ولی ازدواج بعدی او نیز تنها چند سال به طول انجامید.
«لندیس» در 15 سالگی مدرسه را رها کرد و به خاطر زیبایی خدادادی که داشت در چند شوی تلویزیونی مشغول به کار شد و همزمان در یک کلوب شبانه به عنوان خواننده کار می کرد تا آنکه سرانجام در سال 1937 توسط «ویلیام ای ولمن»، کارگردان هالیوودی برای بازی در فیلم «یک ستاره متولد می شود»، بازی کرد، او در این فیلم در نقش «جانت گینور» دختر جوانی بازی می کند که با آرزوی بازیگری به هالیوود سفر می نماید.
همزمان با به شهرت رسیدن «لندیس» شایعاتی درباره فساد اخلافی او بر سر زبان ها می افتد که باعث می شود تا او از آن زمان به بعد موهایش را بلوند کند و نام خود را از «فرانسیس لیلیان ماری» به «کارول لندیس» تغییر دهد. «لندیس» در دهه 40 همچنان در چند فیلم سینمایی درخشید، البته درخشش او در عرصه سینما همزمان بود با روابط غیراخلاقی او با «داریل فرانیس زانوک»، نویسنده، کارگردان و تهیه کننده برنده اسکار هالیوود. زوانوک در سیستم استودیویی هالیوود در آن برهه از زمان نقش مهمی داشت.زمانیکه «لندیس» به رابطه خود با «زانوک» خاتمه داد، دردسرهای شغلی او نیز شروع شد و درخشش وی در عرصه سینما به اتمام رسید و از آن پس تنها توانست در چند فیلم درجه 2 و 3 بازی کند. او طی مدت زمان کوتاهی چند ازدواج ناموفق دیگر هم داشت، زندگی او چنان با افسردگی و شکست های پیاپی همراه شده بود که در سال های 1944 و 1946 دو بار خودکشی کرد و سرانجام در سال 1948 جسد وی در حالیکه باردار بود در خانه اش یافت شد، که بعدها گفته شد که مرگ او خودکشی نبوده و به ادعای مادر و خواهرش، «کری هریسون» بازیگر مشهور هالیوود که در آن زمان با لندیس رابطه داشته، او را به قتل رسانده ولی هیچگاه اتهام او ثابت نشد.